# Столфи (Потенца)
Столфи (итал. Stolfi) је насеље у Италији у округу Потенца, региону Базиликата.
Према процени из 2011. у насељу је живело 38 становника. Насеље се налази на надморској висини од 865 м.